# 米朗多勒-布尔纽纳克
米朗多勒-布尔纽纳克（法語：Mirandol-Bourgnounac，法語發音：[miʁɑ̃dɔl buʁɲunak]）是法国奥克西塔尼大区塔恩省的一个市镇，属于阿尔比区。

## 地理
米朗多勒-布尔纽纳克（44°8'32"N, 2°9'59"E）面积38.19 平方千米，位于法国奧克西塔尼大區塔恩省，该省份为法国南部内陆省份，北起顺时针与阿韦龙省、埃罗省、奥德省、上加龙省和塔恩-加龙省接壤。
与米朗多勒-布尔纽纳克接壤的市镇（或旧市镇、城区）包括：卡斯泰尔马里、克雷斯潘、拉萨尔沃塔-佩拉莱斯、阿尔迈拉克、茹克维耶勒、蒙蒂拉、庞珀洛讷、圣热姆、特雷维安。

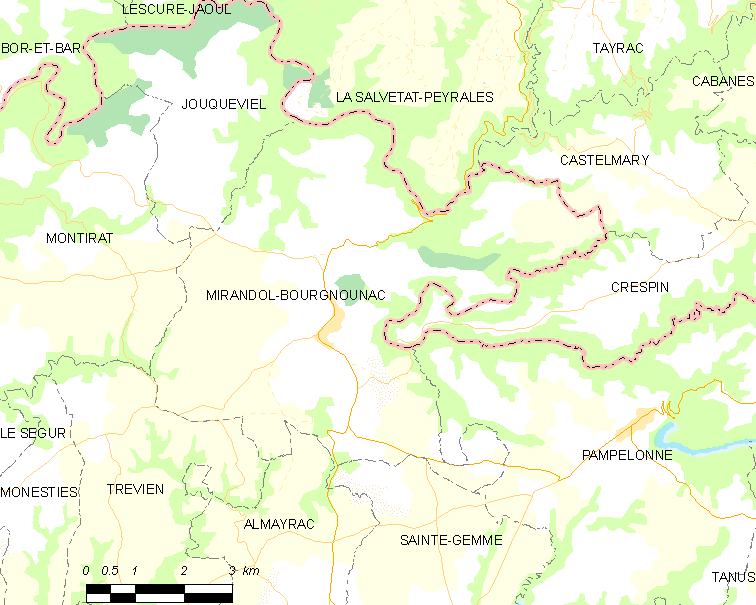
米朗多勒-布尔纽纳克的OSM定位图

米朗多勒-布尔纽纳克的时区为UTC+01:00、UTC+02:00（夏令时）。

## 行政
米朗多勒-布尔纽纳克的邮政编码为81190，INSEE市镇编码为81168。

## 政治
米朗多勒-布尔纽纳克所属的省级选区为卡尔莫第一县。

## 人口

1962-2008年间米朗多勒-布尔纽纳克人口变化图示

米朗多勒-布尔纽纳克于2022年1月1日时的人口数量为1031人。